# جورج كليفلاند
جورج كليفلاند (بالإنجليزية: George Cleveland)‏ (و. 1885 – 1957 م) هو ممثل، من كندا، توفي في بربانك، كاليفورنيا، عن عمر يناهز 72 عاماً بسبب نوبة قلبية.

## وصلات خارجية
- جورج كليفلاند على موقع IMDb (الإنجليزية)
- جورج كليفلاند على موقع ألو سيني (الفرنسية)
- جورج كليفلاند على موقع أول موفي (الإنجليزية)
- جورج كليفلاند على موقع قاعدة بيانات برودواي على الإنترنت (الإنجليزية)
- جورج كليفلاند على موقع قاعدة بيانات الأفلام السويدية (السويدية)
- جورج كليفلاند على موقع إن إن دي بي (الإنجليزية)
- جورج كليفلاند على موقع قاعدة بيانات الفيلم (الإنجليزية)
- جورج كليفلاند على موقع كينوبويسك (الروسية)